# Lista antrenorilor din fotbalul englez

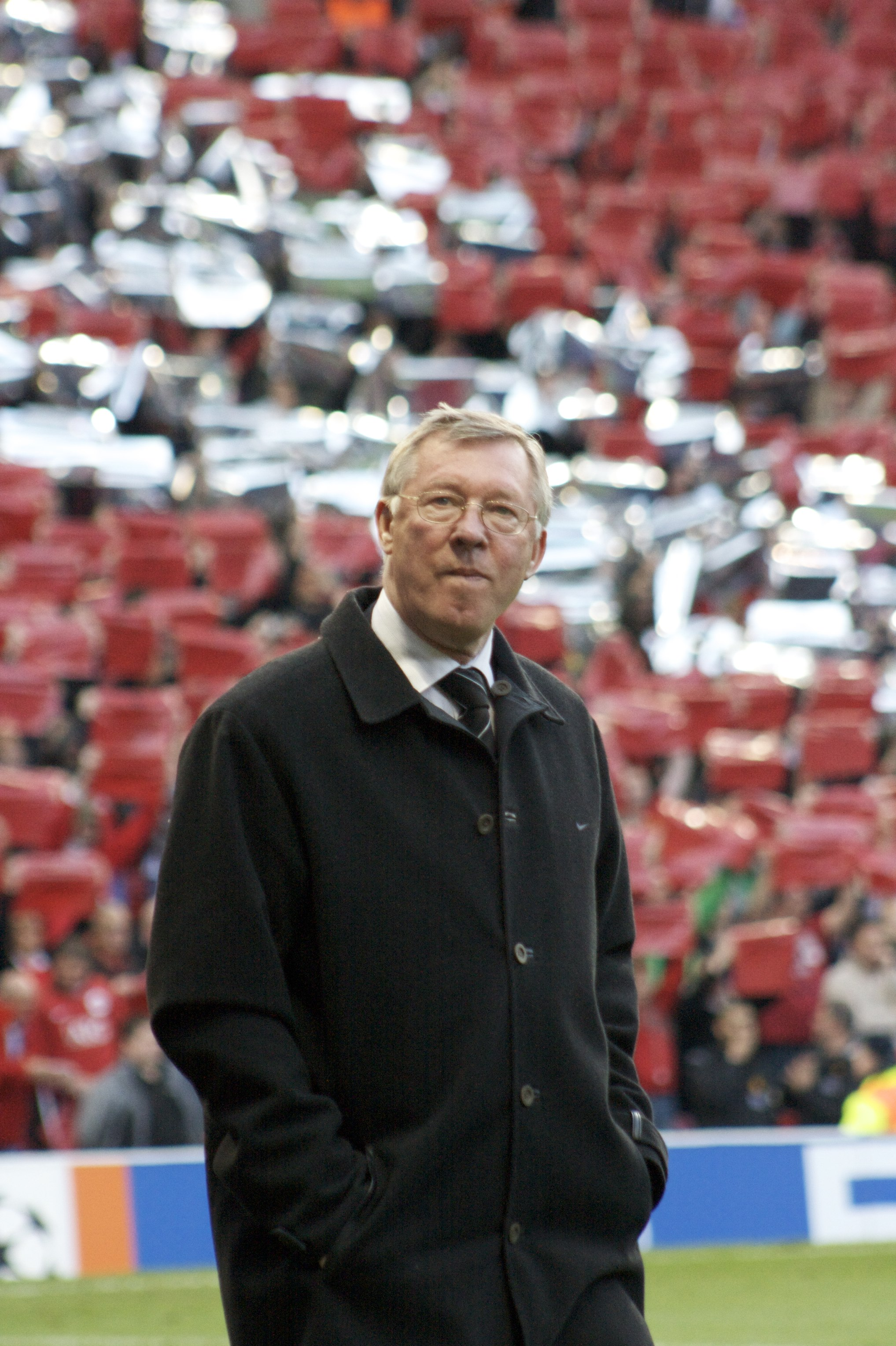
Alex Ferguson, cel mai longeviv și cel mai de succes antrenor din fotbalul englez în funcție.

Aceasta este o listă a antrenorilor din Ligile de fotbal engleze. Include fiecare antrenor care în prezent antrenează un club de fotbal din Premier League și The Football League, în ordinea angajării lor. The Premier și Football Leagues sunt două ligi profesioniste de fotbal din Anglia, alcătuite în total din 92 de cluburi. Premier League are în componență 20 de echipe. Restul de 72 sunt împărțite în trei divizii:Championship, League One, și League Two.
Unii au fost antrenori interimari înainte de a deveni antrenori principali; cei care au început ca interimari sunt scriși aplecat. Numai un singur antrenor are peste 20 de ani în slujba actuală, și numai alți doi au mai mult de 10.

## Antrenori
| Nume              | Nat              | Data nașterii      | Club                    | Divizie        | Angajat din        | Timp ca antrenor |
| ----------------- | ---------------- | ------------------ | ----------------------- | -------------- | ------------------ | ---------------- |
| Alex Ferguson     | Scotland         | 31 decembrie 1941  | Manchester United       | Premier League | 6 noiembrie 1986   | 38 ani, 139 zile |
| Arsène Wenger     | France           | 22 octombrie 1949  | Arsenal                 | Premier League | 1 octombrie 1996   | 28 ani, 175 zile |
| John Coleman      | England          | 12 octombrie 1962  | Accrington Stanley      | League Two     | 10 august 1999     | 25 ani, 227 zile |
| David Moyes       | Scotland         | 25 aprilie 1963    | Everton                 | Premier League | 15 martie 2002     | 23 ani, 10 zile  |
| Steve Tilson      | England          | 27 iulie 1966      | Southend United         | League One     | 19 noiembrie 2003  | 21 ani, 126 zile |
| John Still        | England          | 24 aprilie 1950    | Dagenham & Redbridge    | League Two     | 17 aprilie 2004    | 20 ani, 342 zile |
| Rafael Benítez    | Spain            | 16 aprilie 1960    | Liverpool               | Premier League | 8 iunie 2004       | 20 ani, 290 zile |
| Dave Jones        | England          | 17 august 1956     | Cardiff City            | Championship   | 25 mai 2005        | 19 ani, 304 zile |
| Paul Trollope     | Wales            | 3 iunie 1972       | Bristol Rovers          | League One     | 22 septembrie 2005 | 19 ani, 184 zile |
| Sammy McIlroy     | Northern Ireland | 2 august 1954      | Morecambe               | League Two     | 17 noiembrie 2005  | 19 ani, 128 zile |
| Tony Pulis        | Wales            | 16 ianuarie 1958   | Stoke City              | Premier League | 14 iunie 2006      | 18 ani, 284 zile |
| Paul Tisdale      | England          | 14 ianuarie 1973   | Exeter City             | League One     | 26 iunie 2006      | 18 ani, 272 zile |
| Mick McCarthy     | Ireland          | 7 februarie 1959   | Wolverhampton Wanderers | Premier League | 21 iulie 2006      | 18 ani, 247 zile |
| Martin O'Neill    | Northern Ireland | 1 martie 1952      | Aston Villa             | Premier League | 4 august 2006      | 18 ani, 233 zile |
| Sean O'Driscoll   | Ireland          | 1 iulie 1957       | Doncaster Rovers        | Championship   | 8 septembrie 2006  | 18 ani, 198 zile |
| Nigel Adkins      | England          | 11 martie 1965     | Scunthorpe United       | Championship   | 6 noiembrie 2006   | 18 ani, 139 zile |
| Keith Hill        | England          | 17 mai 1969        | Rochdale                | League Two     | 17 decembrie 2006  | 18 ani, 98 zile  |
| Paul Buckle       | England          | 16 decembrie 1970  | Torquay United          | League Two     | 2 iunie 2007       | 17 ani, 296 zile |
| Mark Stimson      | England          | 27 decembrie 1967  | Gillingham              | League One     | 1 noiembrie 2007   | 17 ani, 144 zile |
| Kenny Jackett     | Wales            | 5 ianuarie 1962    | Millwall                | League One     | 6 noiembrie 2007   | 17 ani, 139 zile |
| Alex McLeish      | Scotland         | 21 ianuarie 1959   | Birmingham City         | Premier League | 28 noiembrie 2007  | 17 ani, 117 zile |
| Andy Scott        | England          | 2 august 1972      | Brentford               | League One     | 11 decembrie 2007  | 17 ani, 104 zile |
| Roy Hodgson       | England          | 9 august 1947      | Fulham                  | Premier League | 30 decembrie 2007  | 17 ani, 85 zile  |
| Alan Knill        | Wales            | 8 octombrie 1964   | Bury                    | League Two     | 4 februarie 2008   | 17 ani, 49 zile  |
| Kevin Blackwell   | England          | 21 decembrie 1958  | Sheffield United        | Championship   | 14 februarie 2008  | 17 ani, 39 zile  |
| Chris Coleman     | Wales            | 10 iunie 1970      | Coventry City           | Championship   | 19 februarie 2008  | 17 ani, 34 zile  |
| Paul Simpson      | England          | 26 iulie 1966      | Shrewsbury Town         | League Two     | 12 martie 2008     | 17 ani, 13 zile  |
| Nigel Pearson     | England          | 21 august 1963     | Leicester City          | Championship   | 20 iunie 2008      | 16 ani, 278 zile |
| Gianfranco Zola   | Italy            | 5 iulie 1966       | West Ham United         | Premier League | 11 septembrie 2008 | 16 ani, 195 zile |
| Harry Redknapp    | England          | 2 martie 1947      | Tottenham Hotspur       | Premier League | 26 octombrie 2008  | 16 ani, 150 zile |
| Greg Abbott       | England          | 14 decembrie 1963  | Carlisle United         | League One     | 3 noiembrie 2008   | 16 ani, 142 zile |
| Phil Parkinson    | England          | 1 decembrie 1967   | Charlton Athletic       | League One     | 22 noiembrie 2008  | 16 ani, 123 zile |
| Lee Clark         | England          | 27 octombrie 1972  | Huddersfield Town       | League One     | 11 decembrie 2008  | 16 ani, 104 zile |
| Chris Turner1     | England          | 15 septembrie 1958 | Hartlepool United       | League One     | 15 decembrie 2008  | 16 ani, 100 zile |
| Sam Allardyce     | England          | 19 octombrie 1954  | Blackburn Rovers        | Premier League | 17 decembrie 2008  | 16 ani, 98 zile  |
| Simon Grayson     | England          | 16 decembrie 1969  | Leeds United            | League One     | 23 decembrie 2008  | 16 ani, 92 zile  |
| Danny Wilson      | Northern Ireland | 1 ianuarie 1960    | Swindon Town            | League One     | 26 decembrie 2008  | 16 ani, 89 zile  |
| Ian Hendon        | England          | 5 decembrie 1971   | Barnet                  | League Two     | 29 decembrie 2008  | 16 ani, 86 zile  |
| Eddie Howe        | England          | 29 noiembrie 1977  | Bournemouth             | League Two     | 31 decembrie 2008  | 16 ani, 84 zile  |
| Billy Davies      | Scotland         | 31 mai 1964        | Nottingham Forest       | Championship   | 1 ianuarie 2009    | 16 ani, 83 zile  |
| Nigel Clough      | England          | 19 martie 1966     | Derby County            | Championship   | 8 ianuarie 2009    | 16 ani, 76 zile  |
| Chris Hutchings   | England          | 5 iulie 1957       | Walsall                 | League One     | 20 ianuarie 2009   | 16 ani, 64 zile  |
| Geraint Williams  | Wales            | 5 ianuarie 1962    | Leyton Orient           | League One     | 5 februarie 2009   | 16 ani, 48 zile  |
| Terry Skiverton   | England          | 26 iunie 1975      | Yeovil Town             | League One     | 18 februarie 2009  | 16 ani, 35 zile  |
| Roy Keane         | Ireland          | 10 august 1971     | Ipswich Town            | Championship   | 23 aprilie 2009    | 15 ani, 336 zile |
| Dave Penney       | England          | 17 august 1964     | Oldham Athletic         | League One     | 30 aprilie 2009    | 15 ani, 329 zile |
| Paul Peschisolido | Canada           | 25 mai 1971        | Burton Albion           | League Two     | 18 mai 2009        | 15 ani, 311 zile |
| Ian Holloway      | England          | 12 martie 1963     | Blackpool               | Championship   | 21 mai 2009        | 15 ani, 308 zile |
| Carlo Ancelotti   | Italy            | 10 iunie 1959      | Chelsea                 | Premier League | 1 iunie 2009       | 15 ani, 297 zile |
| Steve Bruce       | England          | 31 decembrie 1960  | Sunderland              | Premier League | 3 iunie 2009       | 15 ani, 295 zile |
| Micky Adams       | England          | 8 noiembrie 1961   | Port Vale               | League Two     | 5 iunie 2009       | 15 ani, 293 zile |
| John Sheridan     | Ireland          | 1 octombrie 1964   | Chesterfield            | League Two     | 9 iunie 2009       | 15 ani, 289 zile |
| Malky Mackay      | Scotland         | 19 februarie 1972  | Watford                 | Championship   | 15 iunie 2009      | 15 ani, 283 zile |
| Roberto Martínez  | Spain            | 13 iulie 1973      | Wigan Athletic          | Premier League | 15 iunie 2009      | 15 ani, 283 zile |
| Paulo Sousa       | Portugal         | 30 august 1970     | Swansea City            | Championship   | 23 iunie 2009      | 15 ani, 275 zile |
| Chris Hughton     | Ireland          | 11 decembrie 1958  | Newcastle United        | Championship   | 29 iunie 2009      | 15 ani, 269 zile |
| Roberto Di Matteo | Italy            | 29 mai 1970        | West Bromwich Albion    | Championship   | 30 iunie 2009      | 15 ani, 268 zile |
| Paul Ince         | England          | 21 octombrie 1967  | Milton Keynes Dons      | League One     | 3 iulie 2009       | 15 ani, 265 zile |
| Gary Ablett       | England          | 19 noiembrie 1965  | Stockport County        | League One     | 8 iulie 2009       | 15 ani, 260 zile |
| Alan Pardew       | England          | 18 iulie 1961      | Southampton             | League One     | 17 iulie 2009      | 15 ani, 251 zile |
| Paul Lambert      | Scotland         | 7 august 1969      | Norwich City            | League One     | 18 august 2009     | 15 ani, 219 zile |
| Aidy Boothroyd    | England          | 8 februarie 1971   | Colchester United       | League One     | 2 septembrie 2009  | 15 ani, 204 zile |
| Ian Sampson       | England          | 14 noiembrie 1968  | Northampton Town        | League Two     | 8 septembrie 2009  | 15 ani, 198 zile |
| Mark Robins       | England          | 22 decembrie 1969  | Barnsley                | Championship   | 9 septembrie 2009  | 15 ani, 197 zile |
| Ronnie Moore      | England          | 29 ianuarie 1953   | Rotherham United        | League Two     | 24 septembrie 2009 | 15 ani, 182 zile |
| Chris Sutton      | England          | 10 martie 1973     | Lincoln City            | League Two     | 28 septembrie 2009 | 15 ani, 178 zile |
| Dario Gradi2      | England          | 8 iulie 1941       | Crewe Alexandra         | League Two     | 2 octombrie 2009   | 15 ani, 174 zile |
| Les Parry         | Zzz              | 2009-10-09         | Tranmere Rovers         | League One     | 9 octombrie 2009   | 15 ani, 167 zile |
| Gary Waddock      | Ireland          | 17 martie 1962     | Wycombe Wanderers       | League One     | 13 octombrie 2009  | 15 ani, 163 zile |
| Neil Woods        | England          | 30 iulie 1966      | Grimsby Town            | League Two     | 18 octombrie 2009  | 15 ani, 158 zile |
| Gordon Strachan   | Scotland         | 9 februarie 1957   | Middlesbrough           | Championship   | 26 octombrie 2009  | 15 ani, 150 zile |
| Kevin Dillon      | England          | 18 decembrie 1959  | Aldershot Town          | League Two     | 9 noiembrie 2009   | 15 ani, 136 zile |
| Gus Poyet         | Uruguay          | 15 noiembrie 1967  | Brighton & Hove Albion  | League One     | 10 noiembrie 2009  | 15 ani, 135 zile |
| Avram Grant       | Israel           | 4 mai 1955         | Portsmouth              | Premier League | 24 noiembrie 2009  | 15 ani, 119 zile |
| Paul Mariner      | England          | 22 mai 1953        | Plymouth Argyle         | Championship   | 10 decembrie 2009  | 15 ani, 105 zile |
| Brian McDermott   | England          | 8 aprilie 1961     | Reading                 | Championship   | 16 decembrie 2009  | 15 ani, 99 zile  |
| Roberto Mancini   | Italy            | 27 noiembrie 1964  | Manchester City         | Premier League | 19 decembrie 2009  | 15 ani, 96 zile  |
| Mark Yates        | England          | 24 ianuarie 1970   | Cheltenham Town         | League Two     | 22 decembrie 2009  | 15 ani, 93 zile  |
| Darren Ferguson   | Scotland         | 9 februarie 1972   | Preston North End       | Championship   | 6 ianuarie 2010    | 15 ani, 78 zile  |
| Owen Coyle        | Ireland          | 14 iulie 1966      | Bolton Wanderers        | Premier League | 8 ianuarie 2010    | 15 ani, 76 zile  |
| Alan Irvine       | Scotland         | 12 iulie 1958      | Sheffield Wednesday     | Championship   | 8 ianuarie 2010    | 15 ani, 76 zile  |
| Brian Laws        | England          | 14 octombrie 1961  | Burnley                 | Premier League | 13 ianuarie 2010   | 15 ani, 71 zile  |
| Jim Gannon        | Ireland          | 7 septembrie 1968  | Peterborough United     | Championship   | 31 ianuarie 2010   | 15 ani, 53 zile  |
| Peter Taylor      | England          | 3 ianuarie 1953    | Bradford City           | League Two     | 17 februarie 2010  | 15 ani, 36 zile  |
| Steve Cotterill   | Scotland         | 20 iulie 1964      | Notts County            | League Two     | 23 februarie 2010  | 15 ani, 30 zile  |
| Neil Warnock      | England          | 1 decembrie 1948   | Queens Park Rangers     | Championship   | 1 martie 2010      | 15 ani, 24 zile  |
| Gary Simpson3     | England          | 10 iunie 1959      | Macclesfield Town       | League Two     | 3 martie 2010      | 15 ani, 22 zile  |
| Paul Hart         | England          | 4 mai 1953         | Crystal Palace          | Championship   | 2 martie 2010      | 15 ani, 23 zile  |
| Graham Turner4    | England          | 5 octombrie 1947   | Hereford United         | League Two     | 8 March 2010       | 15 ani, 17 zile  |
| Iain Dowie        | Northern Ireland | 9 ianuarie 1965    | Hull City               | Premier League | 17 March 2010      | 15 ani, 8 zile   |
| Keith Millen 5    | England          | 26 septembrie 1966 | Bristol City            | Championship   | 18 martie 2010     | 15 ani, 7 zile   |
| Simon Davey       | England          | 1 octombrie 1970   | Darlington              | League Two     | 1 aprilie 2010     | 14 ani, 358 zile |

Notă: Lista se actualizează automat conform formatului Hs.
- 1 Chris Turner este antrenor interimar al echipei Hartlepool United după concedierea lui Danny Wilson, deși este angajat în acest post din decembrie 2008.
- 2 Dario Gradi este antrenor interimar al echipei Crewe Alexandra după concedierea lui Gudjon Thordarson.
- 3 Macclesfield Town a rămas fără antrenor după decesul lui Keith Alexander.
- 4 Președintele clubului Graham Turner este antrenorul echipei Hereford United după concedierea lui John Trewick.
- 5 Keith Millen este antrenor interimar la Bristol City după ce Gary Johnson a părăsit echipa.